# October Rust
October Rust (с англ. — «Ржавчина октября») — четвёртый студийный альбом американской готик-метал-группы Type O Negative, выпущенный в 1996 году. Альбом продолжил тенденцию, начатую на предыдущем, Bloody Kisses: музыка на нём плавная, спокойная и мелодичная, сочетающая металлические гитары с атмосферой классического готик-рока, большим количеством клавишных проигрышей и вставками звуков живой природы. Тексты песен посвящены в основном сексу, страсти и кельтскому язычеству.

## Об альбоме
Альбом демонстрирует специфическое чувство юмора музыкантов, которые как бы разыгрывают слушателя. Первый трек «Bad Ground» — это 38 секунд звуковых помех, которые должны создать ощущение, что наушники/колонки слушателя неправильно подключены. Второй и последний треки — это комментарии музыкантов, которые «надеются, что альбом был не слишком ужасен». Кроме того, некоторые песни обрываются на неожиданных местах, как будто диск сам собой переключился на следующий трек.
Это первый альбом, на котором играл ударник Джонни Келли, заменивший Сола Абрускато, ушедшего в Life of Agony.
Джонни Келли: «Когда мы начали готовиться к записи «October Rust», Питер принес практически весь альбом сочиненный им заранее в одно лицо. Принес и сказал: «Итак, вот что у меня есть, и вот чего я хочу добиться», после чего мы всей толпой начали разбирать его заготовки. А когда мы начали готовить «World Coming Down», собрались всей группой в одном помещении и поинтересовались у нашего главного автора: «Итак, что ты придумал?», на что он ответил: «Ничего» (смеется). Он признался, что не написал ни одной песни, после чего мы пустились в свободную импровизацию. Бывает, что мы ночи напролет торчим в студии, и часами играем одно и тоже, снова и снова, так сказать «нащупывая свое направление». Возможно, именно поэтому результата пришлось ждать так долго. Наш «рушащийся мир» мы сочиняли и записывали в формате демо около года». 
Питер Стил: «Когда рождался этот альбом, в то время я слушал более спокойную, монотонную музыку, и я попытался передать эти влияния с налетом психоделии. Но вместе с тем, мне было важно, чтобы мой слушатель не заснул от постоянных повторов, мне не хотелось утопить все звуки в бесконечной реверберации, наоборот, сделать эти песни слушабельными. Этот альбом способен вогнать вас в транс, поэтому лучше всего его слушать, предварительно закинувшись каким-нибудь полулегальным лекарством. Четыре стебля с шипами рассекающие обложку этого диска на черном фоне, по большому счету символизируют собой четверых музыкантов нашей группы. К тому же это еще и очень фаллический символ. Шипы на стебле намекают на то, что член может быть опасен».
Питер о лирике альбома
«Много мотивов язычества, много отсылок к теме осени и осеннего леса, много песен о женщинах, оно и понятно, в нашей группе играют разнузданные гетеросексуалы, у которых только одно на уме».  
Джош Сильвер: «Это медленный альбом, гораздо медленней, чем наша предыдущая пластинка. И пока вы будете его слушать курите побольше травы и занимайтесь сексом. Наш последний альбом 'Bloody Kisses' был совершенно уникальным. Медленные песни, готическая тяжесть и гипнотизирующие ритмы лучше всего отвечают нашему настроению, вот почему 'October Rust' отвечает этому настроению лучше, чем все наши предыдущие работы».  
Кенни Хики: «Самый богатый источник вдохновения этого альбома, скорее всего, тема секса. Это о том, чего мы хотели, к чему стремились и чем занимались; в одной части этого альбома мы говорим о смерти, потере близких, а еще на тему язычества. Мы говорим о природе, деревьях, горах, осени. Этот альбом называется «Октябрьская ржавчина», потому что ржавчина, рыжий цвет, это цвет осени. Если говорить о музыкальном стиле этой пластинки, то определить его намного сложнее. Здесь целая палитра разных настроений, когда слушателю предлагается додумать самому, о чем все это. Это альбом без четкого послания, мы вообще не любители разного рода заявлений и посланий».

## Список композиций
Питер Стил — автор музыки и текстов всех песен, кроме «Cinnamon Girl» — это кавер-версия песни Нила Янга.
1. "Bad Ground" — 0:38
2. untitled — 0:21
3. "Love You to Death" — 7:08
4. "Be My Druidess" — 5:25
5. "Green Man" — 5:47
6. "Red Water (Christmas Mourning)" — 6:48
7. "My Girlfriend’s Girlfriend" — 3:46
8. "Die With Me" — 7:12
9. "Burnt Flowers Fallen" — 6:09
10. "In Praise of Bacchus" — 7:36
11. "Cinnamon Girl" — 4:00
12. "The Glorious Liberation of the People’s Technocratic Republic of Vinnland by the Combined Forces of Europa" — 1:07
13. "Wolf Moon (Including Zoanthropic Paranoia)" — 6:37
14. "Haunted" — 10:07
15. untitled — 0:08

## Участники записи
- Питер Стил — вокал, гитара, бас-гитара
- Джош Сильвер — клавишные, бэк-вокал
- Кенни Хики — гитара, бэк-вокал
- Джонни Келли — ударные, бэк-вокал